# 洪景仁
洪景仁（韓語：홍경인，1976年10月26日—），韓國男演員。

## 演出作品

### 電視劇
- 1993年：MBC《第3共和國》
- 1995年：KBS《年輕人的陽地》
- 1995年：SBS《沙漏》
- 1996年：MBC《三男三女》
- 1999年：MBC《王朝》又譯《铁汉柔情》
- 2000年：SBS《KAIST》飾演 洪樹利
- 2000年：MBC《壞朋友》飾演 李洪沅
- 2000年：MBC《新貴公子》
- 2002年：SBS《大望》飾演 西邱
- 2008年：SBS《不汗黨》飾演 金萬斗
- 2009年：MBC《善德女王》飾演 石品
- 2010年：KBS《戰友》飾演 楊相吉
- 2011年：KBS《廣開土太王》飾演 連殺陀
- 2013年：tvN《幻想巨塔》
- 2013年：KBS《Drama Special－你的黑夜》飾演 韓勝賢
- 2015年：TV朝鮮／tvN《偉大的故事－廣藏市場的人們》飾演 康昊
- 2018年：OCN《Voice2》

### 電影
- 1991年：《텔레파시여행》
- 1992年：《我們扭曲的英雄》
- 1994年：《荷里活小子》
- 1995年：《美麗青年全泰壹》
- 1995年：《永遠的帝國》
- 1995年：《六十九頻道》
- 1996年：《鋼琴男人》
- 1998年：《Zzang老大》
- 1998年：《青春無悔》
- 2001年：《大佬鬥和尚》
- 2002年：《男子漢的誕生》
- 2003年：《快樂聖誕》
- 2003年：《愛在繽紛季節》
- 2012年：《大佬靠邊站》
- 2013年：《偉大的隱藏者》
- 2014年：《Apostle》
- 2022年：《Re:fresh（朝鲜语：리프레쉬 (영화)）》

### 音樂劇
- 1995年：《明成皇后》
- 2004年：《驟雨》
- 2007年：《解語花》

### 綜藝節目
- 2017年：《龍屬相俱樂部-頑童老友記》
- 2023年：《快递在蒙古蒙古》

## 獲獎
- 1992年：第13屆青龍電影獎—特別獎
- 1992年：第2屆春史電影賞—演技獎
- 1995年：第28屆百想藝術大賞—特別獎
- 1995年：第6屆春史電影賞—最佳男主角
- 1995年：KBS演技大賞—男子新人演技賞
- 2004年：大鐘獎—男子新人賞
- 2004年：SBS演技大賞—男子最佳人氣賞
- 2005年：百想藝術大賞電影部門—男子人氣賞
- 2006年：第43屆儲蓄日總統表彰

## 外部連結
- NAVER （页面存档备份，存于）